# 호조 도키마사
호조 도키마사(일본어: 北条 時政)는 헤이안(平安) 시대 말기에서 가마쿠라(鎌倉) 시대 초기의 무장이다. 이즈(伊豆) 국 재지호족이었던 호조 도키카타(北条時方) 또는 호조 도키이에(北条時家)의 아들이라고 한다. 미나모토노 요리토모(源頼朝)의 정실인 호조 마사코(北条政子)의 아버지로서 요리토모의 장인이다. 또한 가마쿠라 막부(鎌倉幕府)의 초대 싯켄(執権)을 지냈다.

## 가계
도키마사는 계보상 간무 헤이시(桓武平氏) 다카모치류(高望流)의 다이라노 나오카타(平直方)를 시조로 하는 일족으로서 이즈의 호조(北条) 땅에 세운 장원을 거점으로 하고 있던 호조 집안의 당주로 알려져 있다. 하지만 도키마사는 직계라기보다는 서출, 방계에 가까운 것이 아니었나 하는 설도 있다. 또한 대대로 이즈의 재청관인(在庁官人)이었던 호조 집안은 이즈노스케(伊豆介)를 맡아 호조노스케(北条介)라는 통칭으로 불리며 다른 스케(介)급에 준하는 집안들과 어깨를 나란히 하였다고도 하나, 가마쿠라 막부의 정사인 《아즈마카가미(吾妻鏡)》에는 그저 '호조도노(北條殿)', 또는 '호걸(豪傑)' 정도로만 도키마사를 기록하고 있을 뿐 정확히 그가 가진 '호조노스케'라는 것이 어느 지역을 대상으로 한 어느 정도의 위상이었는지, 교토에서의 관위는 무엇이었는지 어떤 것도 표기하고 있지 않다. 호조 집안이 보유하고 있던 무력에 대해서도 이시바시(石橋) 산의 싸움에서의 요리토모군의 구성을 볼때 그렇게 두드러진 전력이었던가도 말하기 어렵다. 도키마사 이전의 계보란 것도 계도에 따라 제각기 달라서, 도키마사 이전의 호조 집안은 그 출자를 분명히 할 계도 하나 만들지 못할 정도로 변변치 못한 세력이었다고 보기도 한다. 호조 집안이 확실하게 일본의 유력한 집안으로 성장한 것은 훗날 막부의 초대 쇼군이 되는 미나모토노 요리토모와의 관계에 의한 것이었다.

## 생애

### 요리토모의 장인
도고쿠(東国)에서 위세를 떨치던 미나모토노 요시토모(源義朝)가 헤이지(平治)의 난(乱)에서 패하고 살해당한 뒤 요시토모의 14세 된 적남(嫡男) 요리토모는 이즈로 유배되었고 그를 감시하는 임무가 도키마사에게 주어졌다. 그러나 딸인 마사코가 요리토모의 아내가 되고, 지쇼(治承) 4년(1180년) 요리토모가 헤이케 타도를 외치며 거병하면서는 일족을 거느리고 거병에 동참했고 가마쿠라(鎌倉)에 입성할 때에도 협력했다. 이시바시 산의 싸움에서 패한 요리토모 일행이 산속에 숨어있는 동안 하코네곤겐(箱根権現)의 벳토(別当)인 유키자네(行実)가 요리토모를 돕기 위해서 파견한 유키자네의 아우 나가자네(永実)를 만났을 때 도키마사는 "요리토모는 이미 잡혀 죽었습니다"며 거짓으로 꾸며 보고했지만, 나가자네는 "요리토모 님이 진작에 잡혀 죽었으면 자네도 이렇게 살아있을 리가 만무하지"라며 도키마사의 거짓 보고를 간파했다고 한다.
요리토모가 간토의 무사들로부터 '가마쿠라도노(鎌倉殿)'로서 도고쿠의 주군으로 받들어지면서 도키마사도 요리토모의 장인으로서 어느 정도의 경의를 받긴 했지만 이때는 호조 집안보다 훨씬 큰 규모의 유력 고케닌(御家人)들이 여전히 위세를 자랑하고 있었고, 사위 요리토모가 그들 고케닌 사이에서 균형을 잡으면서 독재권력을 쌓아가고 있었으므로 정권의 중추에 끼어들 위치는 되지 못했다. 오히려 헤이케측의 야마키 가네타카(山木兼隆)를 칠 때는 진군 경로를 놓고 요리토모와 마찰을 빚는 등 요리토모와의 사이에는 균열까지 생겨 있었다. 주에이(寿永) 2년(1182년) 11월, 요리토모의 애첩이었던 가메노 마에(亀の前)에 대한 마사코의 보복 행동에 도키마사의 장인인 마키노 무네지카(牧宗親)가 연루되었다는 것이 알려지자 요리토모가 무네지카를 불러 모욕을 주기도 했다. 이때 도키마사는 요리토모에 대한 항의로 일족을 거느리고 이즈로 내려가버렸는데, 초조해하던 요리토모는 도키마사를 따르지 않고 가마쿠라에 남은 처남 요시토키(義時)에게 상을 주었다고 한다.
분지(文治) 원년(1185년)에 헤이케가 멸망하고, 교토 치안 유지와 조정과의 연락책을 맡아오던 미나모토노 요시쓰네(源義経)가 실각한 뒤에는 요리토모의 명을 받들고 1천 기(騎)를 거느리고 상경하여 슈고(守護)와 지토(地頭) 설치를 요청해 허락받는 등 조정과의 교섭을 맡았다. 또한 조정의 인사 문제에도 간여하여 요리토모와 대립하던 구교(公卿)들을 정치의 중추에서 떨어뜨리고 대신 요리토모와 가까운 구교들을 밀어주어 정치의 중추에 서도록 획책했다. 이러한 간섭에도 불구하고 도키마사가 교토에 머무른 4개월 동안 궁중에서 도키마사를 원망하는 목소리는 그렇게 높지 않았으며, 이 해 11월 25일에는 교토슈고(京都守護)가 되었다.

### 정권 쟁탈
조지(正治) 원년(1199년)에 요리토모가 죽고 요리토모의 적자(嫡子)인 외손자 미나모토노 요리이에(源頼家)가 뒤를 이었다. 이듬해 정월 초하룻날 도키마사는 쇼군 요리이에에게 '오반'을 헌상하는 역할을 맡았다. 정초 쇼군에게 '오반을 바치는 것은 한 해의 업무를 시작하는 자리인 '어행시(御行始)'와 함께, 행정상의 서열과는 상관없이 고케닌 가운데서도 격이 가장 높은 자가 맡도록 암묵적으로 정해져 있었다. 요리토모가 살아있었을 때는 '가마쿠라도노의 장인'으로서 일반 고케닌들과 다른 특별대우를 받던 도키마사가 쇼군이 바뀐 첫 해의 초하룻날 고케닌의 대표로서 오반 헌상을 맡았다는 것은 가마쿠라도노의 '외척'이라는 상징성을 포기하고 가마쿠라도노의 가신(고케닌)으로서 정국 운영에 참여하겠다는 의지를 표명한 것이었다고도 할 수 있겠지만, 이 시점에서 아직 호조씨 권력이 막부의 정치권력의 정점에 있었던 것은 아니다.
요리토모는 요리이에의 후견인으로 또다른 고케닌인 히키(比企) 집안을 중용했으며, 쇼군 집안의 외척이라는 지위가 호조 도키마사에서 요리이에의 유부(乳父)이자 장인이던 히키 요시카즈(比企能員)에게 넘어가면서 호조 집안은 일개 고케닌의 신세로 떨어졌다. 히키 집안의 권세에 위협을 느낀 도키마사는 쇼군 독재에 불만을 품은 고케닌들을 소집하고 쇼군의 측근이었던 고케닌 가지와라 가게토키(梶原景時)를 제거한 뒤(가지와라노 가게토키의 변) 도토미노카미(遠江守)에 임관되었다. 막부 창설 이전부터 겐지(源氏) 집안이 아니면 어느 구니(國)의 지방관으로 임명될 수 없었는데, 고케닌으로서 도키마사가 최초로 지방관이 된 것이다. 그로부터 3년 뒤에는 히키 요시카즈를 자신의 저택으로 불러들여 모살하고, 요리이에의 쇼군직을 빼앗고 이즈의 슈젠사(修善寺)로 추방한 뒤 암살하고 만다.(히키 요시카즈의 변)
겐닌(建仁) 3년(1203년) 9월, 도키마사는 요리이에의 남동생으로 12세 된 미나모토노 사네토모(源実朝)를 옹립하여 자신의 저택에 두고 실권을 잡았다. 사네토모의 유모는 도키마사의 딸이었다. 오에노 히로모토(大江広元)와 함께 만도코로(政所)의 벳토로 취임한 66세의 도키마사는 어린 사네토모 대신 자신 한 명이 서명하는 「하지장(下知狀)」이라는 새로운 형식의 문서를 통해 고케닌들간의 영지 양도 이하의 정무들을 맡아 보았다. 이 시기 도키마사는 정식 '가마쿠라도노'인 사네토모는 물론, 같은 만도코로벳토였던 히로모토나 13인의 합의제의 권한을 억누르고 막부에서의 전제적 위치를 확립한 상태였다. 겐닌 3년에 도키마사가 초대 싯켄이 되었다는 것은 이러한 정치적 상황을 나타내는 것으로 보인다. 겐큐(元久) 2년(1205년) 6월에는 마키노카타(牧の方)와의 사이에서 태어난 맏딸의 남편 히라가 도모마사(平賀朝雅)의 참소만 믿고, 유력 고케닌이었던 하타케야마 시게타다(畠山重忠) 부자마저 모반죄로 죽여버렸다(하타케야마 시게타다의 난).

### 실각에서 최후까지
겐큐 2년(1205년) 윤7월, 도키마사는 후처 마키노카타와 공모해 외손자인 사네토모를 살해하고 사위 히라가 도모마사를 새로운 쇼군으로 옹립하려는 계획을 세웠다. 하지만 사네토모의 어머니이자 도키마사의 딸인 마사코나 그 동생(즉 도키마사의 아들) 요시토키(義時)에게 음모가 발각되어 윤7월 19일에 마사코 남매가 보낸 유우키 도모미쓰(結城朝光)나 미우라 요시무라(三浦義村)·나가누마 무네마사(長沼宗政) 등에 의해 도키마사의 저택에 있던 사네토모가 요시토키의 저택으로 옮겨지고, 도키마사를 지지하던 고케닌 대부분도 요시토키에게 가서 붙어버리면서 음모는 완전히 실패하고 만다. 다만 도키마사 본인은 스스로의 외손이기도 한 사네토모 살해에는 소극적이었고 적극적이었던 것은 마키노카타 쪽이었다고 한다. 결국 막부 안에서 완벽하게 고립되고 만 도키마사는 19일에 출가했고、다음날 마사코나 요시토키 등에 의해 강제로 이즈의 호조 장원에 유배되다시피 했다.
마키씨(牧氏) 사건이라 불리는 이 사건에 대해서 남북조 시대의 역사책인 《보력간기(保暦間記)》는 도키마사와 마키씨 집안에 의한 사네토모 살해는 거의 성공 직전에 있었다고 했고, 가마쿠라 초기의 《육대승사기(六代勝事記)》는 도키마사가 음모의 최종 결행을 기획했다고 했으며 《호조구대기(北条九代記)》는 모두 도키마사의 계획이었다고 했다. 또한 《아즈마카가미》는 도키마사가 나이를 먹어 판단력이 흐려진 나머지 마키씨의 주도에 놀아나서 음모를 꾀하게 되었다고 적고 있다. 한편으로 하타케야마 시게타다 살해에 대해서는 반대하는 입장이었던 아들 요시토키와의 대립이 깊어졌고、또한 도키마사가 시게타다를 살해한 것에 대해 시게타카에 대한 동정이 모이면서 도키마사는 덕망을 잃게 되고 도키마사에 대한 요시토키의 경계심이 강해졌으며 이는 도키마사와 마사코·요시토키 남매의 정치적 대립의 배경이 되었다고 여겨진다. 이후 도키마사는 정치무대에 서지 못하고 정치생명도 끝났다.
겐포(建保) 3년(1215년) 1월 6일, 부스럼이 악화되어 은거지 호조에서 사망했다. 향년 78세였다.

## 인물과 일화
당시 이즈의 유배된 죄인에 불과했던 요리토모의 가치를 알아보고 헤이케가 장악하고 있던 교토 조정에 대해 반기를 든 도키마사의 선견지명에 대해서는 오늘날의 학자들은 감탄을 보내고 있다. 덕분에 도고쿠의 이름없는 일개 호족에 불과했던 호조 집안을 일거에 가마쿠라 막부의 권력자의 위치로까지 끌어올리는데 성공했지만, 요리이에 암살이나 마키노카타 사건 등의 좋지 않았던 말년 문제 탓에 평판은 그렇게 좋지 못하다. 아들인 요시토키조차도 도키마사의 제사를 빼버렸으며, 손자로서 청렴함으로 이름이 난 3대 싯켄 야스토키(泰時)는 요리토모와 마사코, 요시토키를 막부의 조묘(祖廟)로 삼아 일이 있을 때마다 참배하면서 연말마다 제사를 잊지 않았지만, 도키마사만은 마키씨 사건을 들며 쇼군 사네토모를 살해하려 한 반역자로 간주해 공양도 하지 않는 등 존재를 부정했다.

## 도키마사의 저택
1940년경에 일본의 일부 연구자에 의해 기누바리(衣張) 산 기슭에 있는 유적이 도키마사의 저택터로 비정된 이래 가나가와 현 교육위원회가 작성한 유적 지도나 유적 대장에도 기록되어 왔는데 2008년 후반에 가마쿠라 시에서 주도한 발굴 조사 결과 도키마사가 살았던 시대의 유물은 발견되지 않았고 가장 오래된 건물터도 13세기 후반의 것으로 결과가 나오면서(도키마사는 13세기 전반에 죽었다), 진짜 도키마사의 저택터가 아닐 가능성이 농후해졌고 2009년에 '호조 도키마사 저택터'에서 「오마치 샤카도우구 유적」으로 명칭이 바뀌었다. 다만 발굴조사결과를 볼 때 가마쿠라 시대의 절터로 추측되고 있어 역사적 자료로서의 가치는 충분하다는 판단 아래, 현재는 사적지 지정을 검토중이다.

## 자녀
- 호조 무네토키(北条宗時): 어머니는 이토 뉴도(伊東入道)의 딸.
※이토 뉴도에 대해서는 이토 스케지카(伊東祐親)라는 설도 있다.
- 호조 마사코(北条政子): 미나모토노 요리토모의 정실. 어머니는 불명.
- 아와노 쓰보네(阿波局): 아노 젠세이(阿野全成)의 아내. 어머니는 이토 뉴도의 딸.
- 호조 요시토키(北条義時): 어머니는 이토 뉴도의 딸.
- 호조 도키코(北条時子): 겐지 일문의 아시카가 요시카네(足利義兼)의 아내. 어머니는 마사코와 같으나 불명.
- 이나게노뇨보(稲毛女房): 이나게 시게나리의 아내.
- 하타케야마 시게타다(畠山重忠)의 아내
- 아시카가 요시즈미(足利義純)의 아내
- 호조 도키후사(北条時房): 어머니는 아시다테 토오모토(足立遠元)의 딸.
- 보몬 다다키요(坊門忠清)의 아내: 어머니는 불명.
- 고노 미치노부(河野通信)의 아내: 어머니는 불명.
- 히라가 도모마사(平賀朝雅) 및 미나모토노 구니미치(源国通)의 아내: 어머니는 불명.
- 우쓰노미야 요리쓰나(宇都宮頼綱)의 아내: 어머니는 마키노카타.
- 호조 마사노리(北条政範): 어머니는 마키노카타.